# فیلیپو سرنا
فیلیپو سرنا (انگلیسی: Filippo Serena؛ زادهٔ ۱۲ اکتبر ۱۹۹۹) بازیکن فوتبال است.
از باشگاه‌هایی که در آن بازی کرده‌است می‌توان به باشگاه فوتبال ونتزیا اشاره کرد.